# Rezerwat przyrody Buki Wysoczyzny Elbląskiej
Buki Wysoczyzny Elbląskiej – leśny rezerwat przyrody położony w województwie warmińsko-mazurskim, w powiecie elbląskim, w gminie Tolkmicko. Nadleśnictwo Elbląg. Rezerwat położony jest w granicach Parku Krajobrazowego Wysoczyzny Elbląskiej.
Rezerwat ustanowiono w celu „zachowania ze względów naukowych i dydaktycznych fragmentu buczyny pomorskiej z kostrzewą leśną (Festuca silvatica) i perłówką jednokwiatową (Melica uniflora) oraz fragmentu zespołu Querceto-Carpinetum medioeuropaeum z czosnkiem niedźwiedzim (Allium ursinum) i żebrowcem górskim (Pleurospermum austriacum)” (Monitor Polski nr 2, poz. 8, z 1962 r.).
Rezerwat zajmuje powierzchnię 93,73 ha (akt powołujący podawał 92,12 ha).
Obszar rezerwatu obfituje w wąwozy, osuwiska i jary. Rzeźba terenu sprzyja erozji gleb.

## W rezerwacie występują
- manna gajowa, lepiężnik biały, przetacznik górski, tojad dzióbaty, żebrowiec górski, marzanka wonna, konwalia majowa, kopytnik pospolity, bluszcz pospolity, gnieźnik leśny, skrzyp olbrzymi, wawrzynek wilczełyko, widłak jałowcowaty, paprotka zwyczajna[3].